# Boskovich János
Boskovich János, Ján Boskovich (Nagylévárd, 1765. január 20. – Pozsony, 1838. november 16.) kanonok.
Budai prépost és pozsonyi kanonok volt. 1794 és 1826 között Zohorban is tevékenykedett.

## Munkája
- Welika hodnost… Pozsony, 1817. (Pantl József pappá szenteltetésekor mondott prédikáczió.)